# Pilar (Surigao del Norte)
Pilar è una municipalità di quinta classe delle Filippine, situata nella Provincia di Surigao del Norte, nella Regione di Caraga.
Pilar è formata da 15 baranggay:
- Asinan (Pob.)
- Caridad
- Centro (Pob.)
- Consolacion
- Datu
- Dayaohay
- Jaboy
- Katipunan
- Maasin
- Mabini
- Mabuhay
- Pilaring (Pob.)
- Punta (Pob.)
- Salvacion
- San Roque